# Loch Long (Argyll and Bute)
Loch Long ist eine Meeresbucht an der Westküste Schottlands in der Council Area Argyll and Bute. In Schottland werden solche Fjorde Sea Lochs genannt, da auch zahlreiche Binnenseen, hier oft Fjordseen, die Bezeichnung Loch tragen.
Der Loch Long erstreckt sich von seinem südlichen Ende am Firth of Clyde über rund 30 Kilometer bis zu der Ortschaft Arrochar an der nördlichen Spitze der Bucht. Im südlichen Bereich hat die Bucht eine Breite von bis zu 2,7 Kilometern, an der schmalsten Stelle im Norden misst Loch Long weniger als 500 Meter. Auf der Westseite der Meeresbucht verzweigt der Loch Goil.
Historisch markierte der Loch Long über einen langen Zeitraum die Grenze zwischen den traditionellen Grafschaften Argyll und Dunbartonshire.
Während des Zweiten Weltkrieges wurden im nördlichen Teil der Meeresbucht Versuche mit Torpedos unternommen. Von diesen Versuchen zeugen noch zahlreiche Wracks. Heute ist das Gebiet ein beliebtes Revier für Sporttaucher.
Das Finnart Oil Terminal befindet sich an der Ostseite der Bucht. Von diesem Terminal führt eine rund 100 Kilometer lange Pipeline zu einer Erdölraffinerie in Grangemouth. Ebenfalls auf der Ostseite liegt das Royal Navy's Coulport Armament depot und ist Teil der Marinebasis Faslane-on-Clyde.
Aus dem britischen Coulport-Atomwaffendepot, dessen alte Rohre seit Jahren nicht repariert wurden, ist radioaktives Wasser in die See ausgetreten. Rohrbrüche ereigneten sich 2010 und zweimal 2019. Ein Leck im August 2019 überflutete eine Atomwaffenaufbereitungsanlage, kontaminierte sie mit Tritium und floss über einen offenen Abfluss in den Fjord. Die Radioaktivitätswerte waren gering und stellten keine Gefahr für die menschliche Gesundheit dar. 2021 kam es zu weiteren Rohrbrüchen.